# Самбо (раса)
 Тази статия е за расата.  За спорта вижте Самбо.  
Самбо, Самбоин/и (на испански: zambo) или кафузу (на португалски: cafuzo) са потомците на смесените бракове между индианци и чернокожи. В различните страни и в различно време, понятието има различни значения. По-старите речници ги определят като кръстоска между чернокожи и мулати.
В различните страни от Латинска Америка се използват различни думи като термини за означение на потомците на смесените негро-индиански бракове: в Бразилия те са „кафу́зу“ (на португалски: cafuzo), в Мексико „ло́бо“ (на испански: Lobo), в Хаити „марабу́“ (на френски: marabou), в Хондурас, Белиз, Гватемала – „гари́фуна“ (на испански: garífuna).
Според книгата от XVIII век на Прево де Екзиля „История на странстванията“: креоли се наричат родените на испанци и американки и обратно, метиси или тумами - от испанци и индианки; кастисами и терцеронами — от метис и метиски; квартеронами — от негри и испанки; мюлатрами — от негърки и европейци; грифами — от негърки и мюлатри; самбами — от мюлатрими и индианци; кабрами — от индианки и замбоинци ...“ и т.н. Днес тези названия са анахронизми и архаизми и излезли от употреба.
В началото на 21 век най-известният самбо е президентът на Венецуела - Уго Чавес. Към 2008 г. самбоините наброяват 801 000 жители на страните предимно от Централна Америка.